# La Princesse et le Groom
Pour plus de détails, voir Fiche technique et Distribution.
La Princesse et le Groom (Her Highness and the Bellboy) est un film américain en noir et blanc réalisé par Richard Thorpe, sorti en 1945.

## Synopsis
En 1938, Jimmy Dobson est groom à l'hôtel Eaton, à New York, et il est ami avec Albert Weever, un portier, et Leslie Odell, leur voisine, une ancienne danseuse désormais handicapée. Leslie, secrètement amoureuse de Jimmy, apprécie chaque moment qu'elle passe avec lui. Un jour, la Princesse Veronica de Hongrie arrive à l'hôtel accompagné de la Comtesse Zoe et de son majordome M. Pufi. Veronica est venue aux États-Unis pour renouer l'aventure qu'elle a eue des années auparavant avec le journaliste Paul MacMillan. La Comtesse tente de persuader Veronica d'oublier cet Américain et insiste pour qu'elle se marie avec le Baron Zoltan Faludi, qui l'a suivie à New York. Alors que Veronica passe par l'office, Jimmy la prend pour une nouvelle femme de chambre et l'invite à une promenade dans Central Park. Ils deviennent vite amis, mais quand ils reviennent à l'hôtel le directeur, M. Fabler, licencie Jimmy pour avoir importuné une cliente si importante. Veronica, toutefois, sauve Jimmy en demandant à Fabler de l'affecter à son service personnel pendant qu'elle est à New York. Les jours passant, Leslie devient de plus en plus jalouse de l'amitié entre Jimmy et Veronica. Par ailleurs, lorsque Paul revoit Veronica pour la première fois depuis leur séparation, il lui dit qu'il est aussi bouleversé que lorsqu'elle l'a quitté et insiste pour qu'ils restent étrangers l'un à l'autre.
Une nuit, après qu'Albert lui a lu un conte de fées à propos d'une princesse, Leslie rêve d'un royaume imaginaire dont Albert serait le roi et où elle serait capable de marcher et de danser. En entrant dans le palais, elle demande au roi de lui ramener Jimmy. Le roi accepte sa demande et lui promet de lui rendre son prince. Son rêve se termine sur Jimmy et elle en train de danser. 
À l'hôtel, Jimmy se méprend sur des propos qu'il entend et croit que Veronica n'attend qu'un signe de lui qui prouverait son amour. Jimmy l'invite à sortir avec lui et elle accepte, mais à condition qu'il l'emmène dans un club, le Jake's Joint. Là-bas, Jimmy retrouve Albert en compagnie de gangsters, qui cherchent à l'impliquer dans des affaires louches. Une bagarre se déclenche et, lorsque la police arrive, Veronica est arrêtée. Pendant qu'elle est en prison, on apprend à l'hôtel qu'elle est devenue la reine de son pays. Paul fait libérer Veronica, mais elle perd une seconde chance d'être avec lui car elle est trop distraite par le fait d'être devenue souveraine. Plus tard, Veronica invite Jimmy à venir en Hongrie avec elle, mais Jimmy encore une fois se méprend et croit qu'elle veut partager le trône avec lui. Il accepte de partir et fait ses adieux à Leslie. Celle-ci lui rappelle alors combien il l'aimait lorsqu'il essayait de la faire remarcher, et Jimmy décide finalement de rester à New York. Veronica se rend compte que Jimmy était amoureux d'elle et, inspirée par la capacité de ce dernier à rejeter son amour et le trône, elle décide de renoncer à son titre et de retrouver Paul. Leslie guérit et, alors qu'elle danse avec Jimmy dans un night-club, ils sont rejoints par Veronica et Paul. 

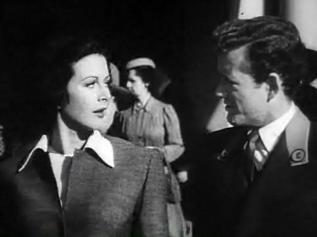
Hedy Lamarr et Robert Walker

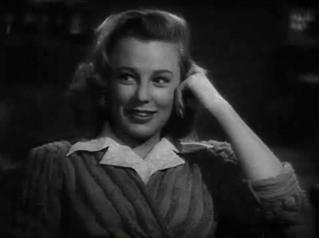
June Allyson

## Fiche technique
- Titre original : Her Highness and the Bellboy
- Titre français : La Princesse et le Groom
- Réalisation : Richard Thorpe
- Scénario : Richard Connell et Gladys Lehman
- Direction artistique : Cedric Gibbons, Urie McCleary et Hugh Hobson
- Décors : Edwin B. Willis, assisté de McLean Nisbet
- Costumes : Irene, Marion Herwood Keyes et Valles
- Photographie : Harry Stradling Sr.
- Son :	Douglas Shearer
- Montage : George Boemler
- Musique : George Stoll et Calvin Jackson (non crédité)
- Chorégraphie : Charles Walters
- Production : Joe Pasternak
- Société de production : Metro-Goldwyn-Mayer
- Société de distribution : Loew's Inc.
- Pays d'origine : États-Unis
- Langue : anglais
- Format : noir et blanc — 35 mm — 1,37:1 — son : Mono (Western Electric Sound System)
- Genre : Comédie romantique
- Durée : 112 minutes
- Dates de sortie : 
  - États-Unis 11 septembre 1945 Los Angeles
  - États-Unis 27 septembre 1945 New York
  - France : 30 juillet 1948

## Distribution
- Hedy Lamarr : Princesse Veronica
- Robert Walker : Jimmy Dobson
- June Allyson : Leslie Odell
- Carl Esmond : Baron Zoltan Faludi
- Agnes Moorehead : Comtesse Zoe
- Rags Ragland : Albert Weever
- Ludwig Stössel : M. Puft
- George Cleveland : Dr. Elfson
- Warner Anderson : Paul MacMillan
- Konstantin Shayne : Yanos Van Lankovitz
- Tom Trout : Hack
- Ben Lessy : Lui-même
- Patty Moore : Fae
- Edward Gargan : Policier